# Allocosa paraguayensis
Allocosa paraguayensis este o specie de păianjeni din genul Allocosa, familia Lycosidae. A fost descrisă pentru prima dată de Roewer, 1951.
Este endemică în Paraguay. Conform Catalogue of Life specia Allocosa paraguayensis nu are subspecii cunoscute.